# Thymus mugodzharicus
Thymus mugodzharicus (чебрець мугоджарський) — вид рослин родини глухокропивові (Lamiaceae), поширений у Приураллі, західному Сибіру й західному Казахстані.

## Опис
Невеликий напівчагарничок. Стебла повзучі, припідняті, округло-чотиригранні, майже рівномірно вкриті кучерявим запушенням, під суцвіттям коротшим. Генеративні пагони з 4–8 парами довгасто-еліптичних листків, практично не зменшуються в розмірі до верхівки стебла, нижні листки на коротких черешках, а верхні — сидячі, тільки листки найнижчої пари ширші, яйцювато-еліптичні. Суцвіття головчасте. Чашечка зверху гола або майже гола, знизу — запушена. Віночок темно-ліловий. Плід — чотиригорішок, розпадається на яйцеподібні горішки. 

## Поширення
Поширення: приуралля й західний Сибір (Росія), західний Казахстан.